# 齊莫爾尼恰峰

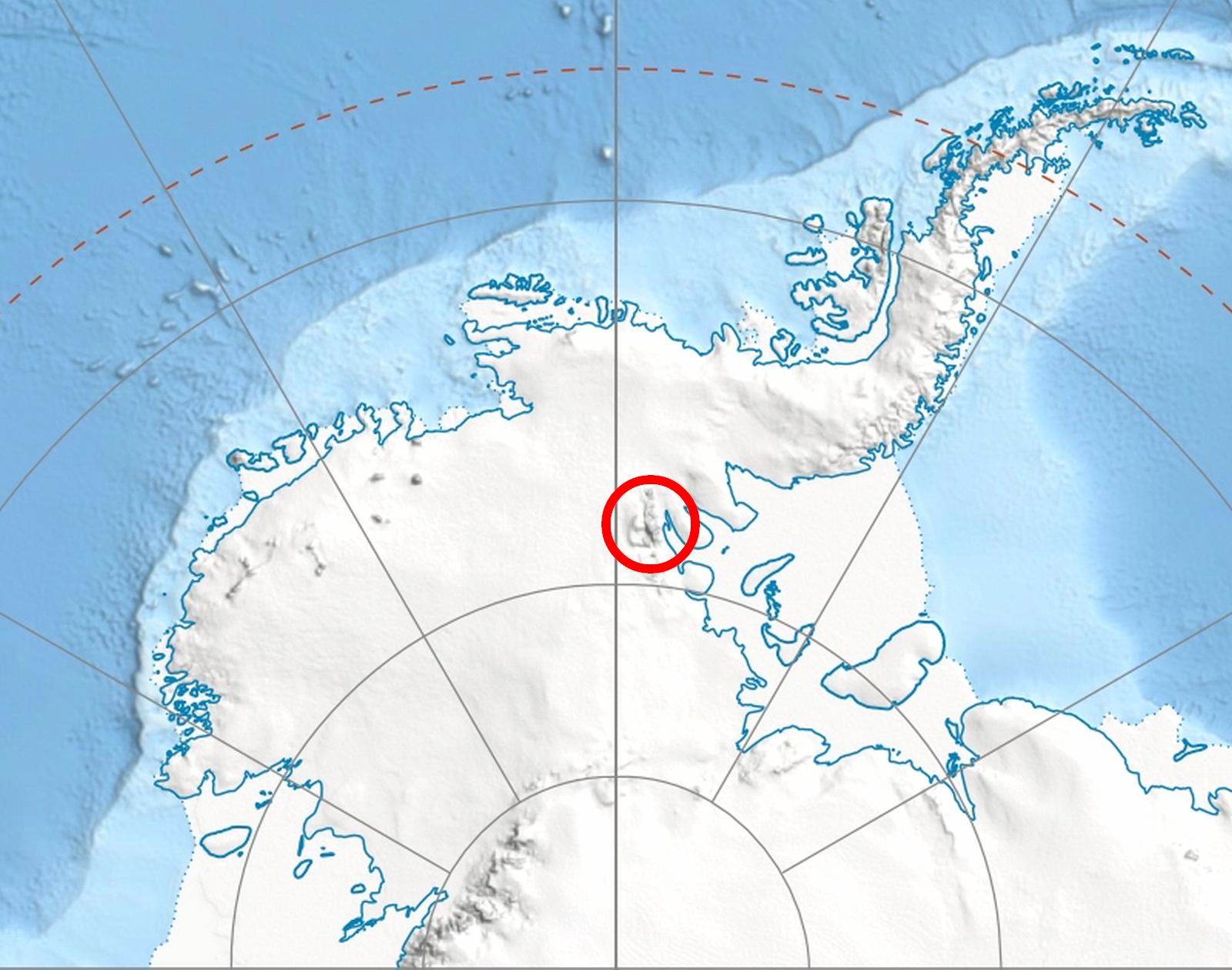

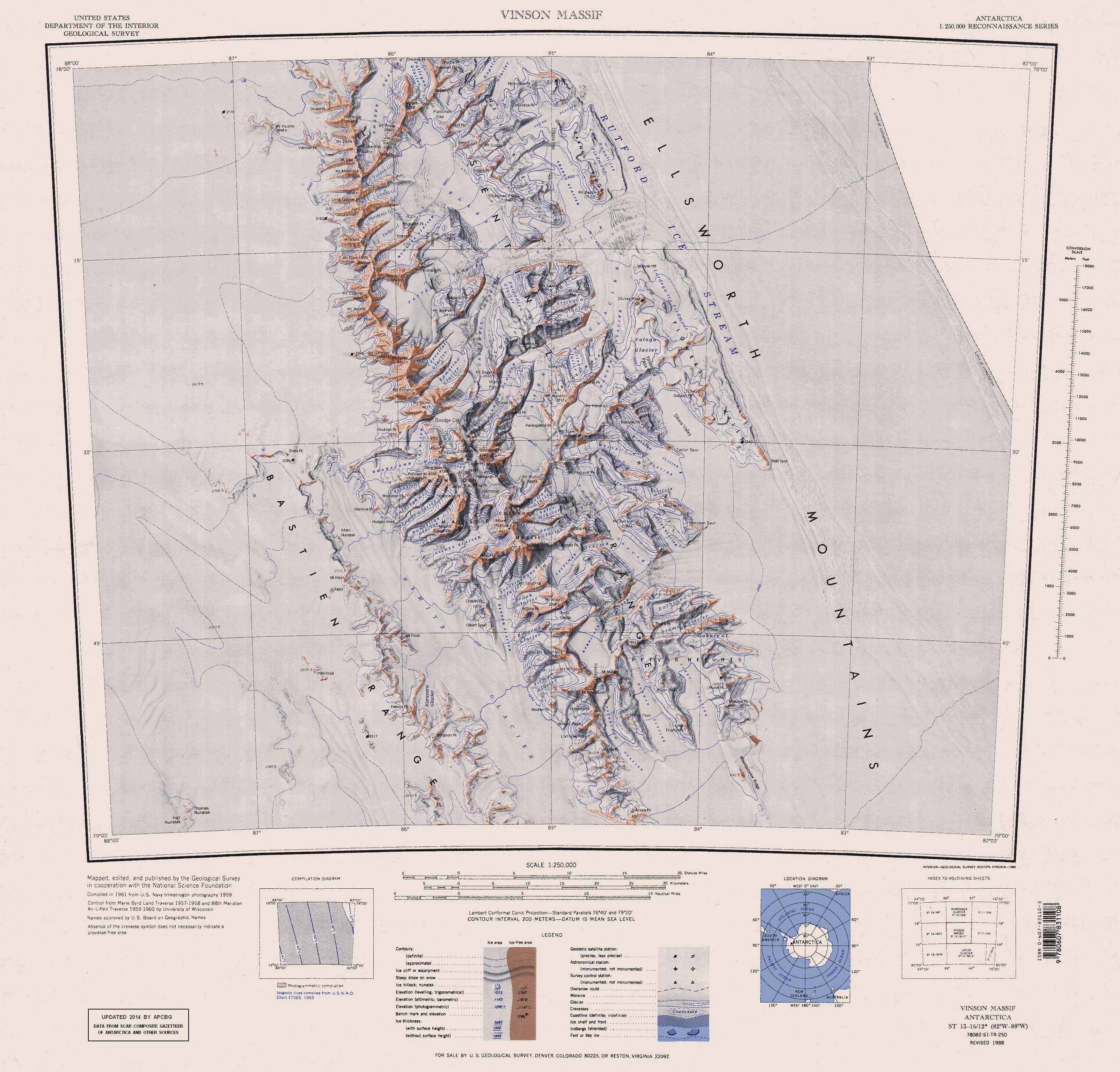

齊莫爾尼恰峰是南極洲的山峰，位於埃爾斯沃思地，屬於埃爾斯沃思山脈中森蒂納爾嶺的一部分，處於馬格萊尼克高地，海拔高度1,700米，以保加利亞南部的城鎮命名。
78°05′35″S 85°12′13″W / 78.09306°S 85.20361°W

## 外部連結
- Zimornitsa Peak. （页面存档备份，存于） SCAR Composite Antarctic Gazetteer.